# Ngộ độc protein

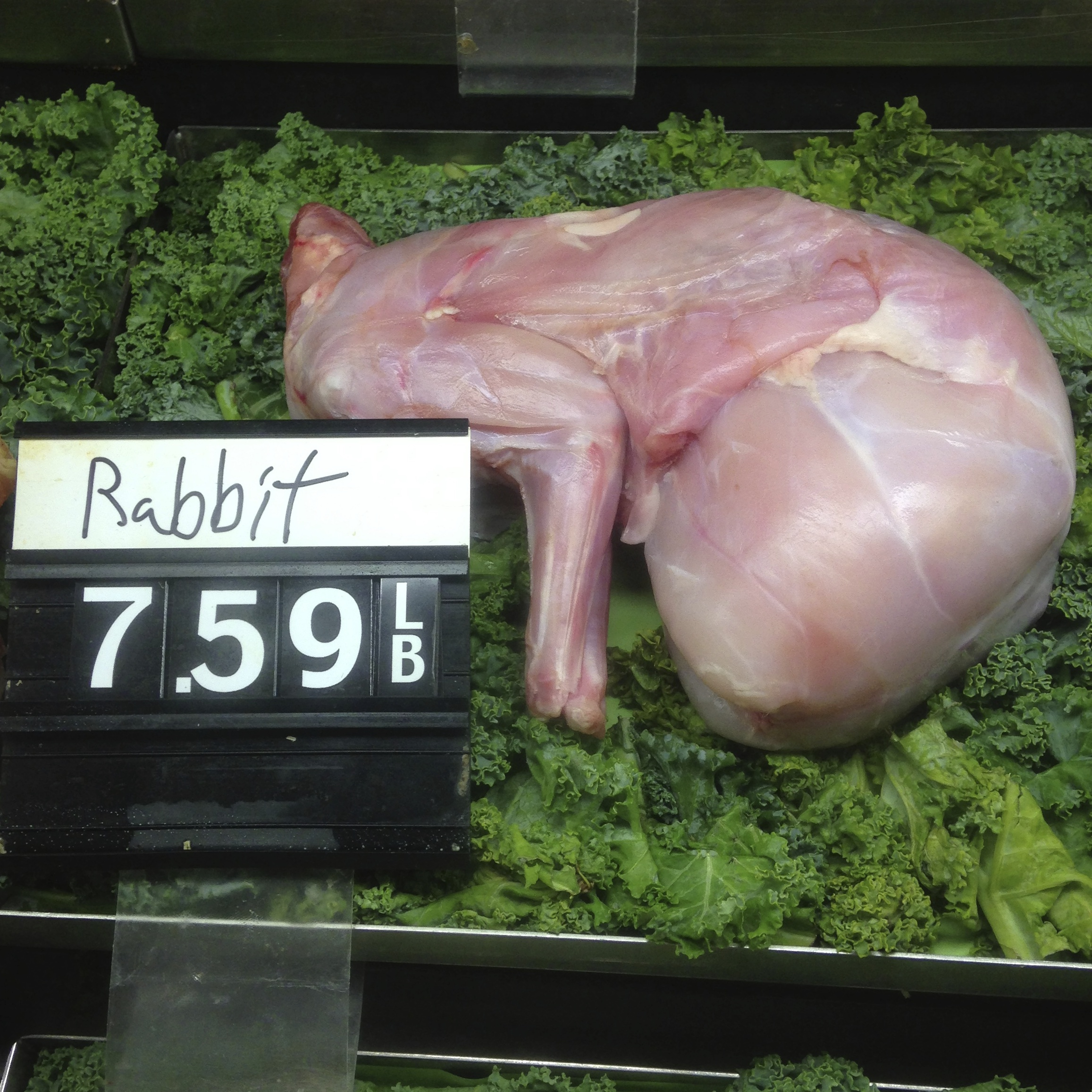
Thịt thỏ nổi tiếng là ít chất béo, như được thấy trong phần cắt này được bán trong quầy thịt. Tiêu thụ kéo dài chỉ loại thịt này có nguy cơ chết đói hoặc ngộ độc protein.

Ngộ độc protein (còn được gọi là đói thỏ, mal de caribou hoặc đói chất béo) là một dạng suy dinh dưỡng cấp tính hiếm gặp được cho là do thiếu gần như hoàn toàn chất béo trong chế độ dinh dưỡng.
Protein dư thừa đôi khi được trích dẫn là nguyên nhân của tình trạng này, tuy nhiên khi thịt và chất béo được tiêu thụ theo tỷ lệ chính xác, chẳng hạn như trong món pemmican (50% chất béo theo thể tích), chế độ ăn uống được coi là hoàn chỉnh về mặt dinh dưỡng và có thể hỗ trợ con người trong nhiều tháng trở lên. Các yếu tố gây áp lực khác, chẳng hạn như lạnh hoặc môi trường khô, có thể làm tăng các triệu chứng hoặc giảm thời gian khởi phát. Các triệu chứng bao gồm tiêu chảy, nhức đầu, mệt mỏi, huyết áp thấp, nhịp tim chậm và cảm giác khó chịu và đói mơ hồ (rất giống với cảm giác thèm ăn) chỉ có thể được thỏa mãn khi tiêu thụ chất béo.
Ngộ độc protein lần đầu tiên được ghi nhận là hậu quả của việc ăn thịt thỏ, do đó, thuật ngữ "đói thỏ". Thịt thỏ rất giàu nạc; Thịt thỏ thương phẩm có 50-100 g chất béo có thể phân hủy trên 2 kg (trọng lượng sống). Dựa trên năng suất thân thịt là 60%, thịt thỏ có khoảng 8,3% chất béo trong khi thịt bò và thịt lợn là 32% chất béo và thịt cừu 28%.

## Cơ chế có thể
Do thiếu dữ liệu khoa học về có sự ảnh hưởng của chế độ ăn giàu protein, Ủy ban Thực phẩm và Dinh dưỡng Hoa Kỳ không đưa ra mức tiêu thụ trên mức chấp nhận được cũng như phạm vi phân phối dinh dưỡng đa lượng có thể chấp nhận được đối với protein.

## Quan sát
Trong chương trình huấn luyện bộ binh Bắc cực sơ cấp (ALIT) của quân đội Hoa Kỳ, người ta dạy rằng thỏ cần nhiều vitamin để tiêu hóa hơn so với phần hoàn lại. Khuyến cáo trong các tình huống sinh tồn là không nên ăn thịt thỏ trừ trường hợp thỏ là thứ duy nhất để ăn. Tuy vậy, thay vì ăn thịt (tiêu thụ chất béo và vitamin), bạn chỉ cần luộc thịt thỏ để chiết xuất chất béo và một số khoáng chất và vitamin (một số vitamin sẽ bị phá hủy bởi nhiệt độ).
Nhà thám hiểm Bắc Cực Vilhjalmur Stefansson, người từng trải qua cơn đói thỏ, đã ghi lại rằng:
Các nhóm phụ thuộc vào mỡ cá voi là may mắn nhất trong cách sống săn bắn, vì  họ không bao giờ bị đói mỡ. Rắc rối này thực sự tồi tệ nhất, khi nói về Bắc Mỹ, trong số những người Anh điêng sống trong rừng, những người phụ thuộc vào thỏ, loài động vật nạc nhất ở miền Bắc và bị đói mỡ cực kỳ được gọi là chứng đói thỏ. Những người ăn thịt thỏ, nếu không có chất béo từ một nguồn khác, như hải ly, nai, cá thì sẽ bị tiêu chảy trong khoảng một tuần, với đau đầu, mệt mỏi và khó chịu mơ hồ. Nếu có đủ thỏ, người dân ăn cho đến khi căng bụng; nhưng dù ăn bao nhiêu thì họ cũng cảm thấy không thỏa mãn. Một số người nghĩ rằng một người đàn ông sẽ chết sớm hơn nếu anh ta ăn thịt không có chất béo liên tục hơn là anh ta không ăn gì, nhưng đây là một niềm tin mà bằng chứng đầy đủ cho một quyết định vẫn chưa được thu thập ở miền Bắc. Tử vong vì đói thỏ, hoặc do ăn thịt nạc khác, rất hiếm; cho mọi người hiểu nguyên tắc, và bất kỳ bước phòng ngừa có thể được thực hiện một cách tự nhiên.
Trong cuộc thám hiểm Bắc cực của Greely 1881-1884, một kinh nghiệm đau khổ của 25 thành viên đoàn thám hiểm, trong đó 19 người đã chết, Stefansson nói đến "'nạn chết đói thỏ" mà giờ đây là chìa khóa cho vấn đề Greely, "đó là lý do tại sao" chỉ có sáu người trở về." Ông kết luận rằng một trong những lý do cho nhiều cái chết là ăn phần thịt nạc của những thành viên đã chết. Stefansson ví điều này giống như chết đói thỏ, điều mà ông giải thích phần nào như trong quan sát được trích dẫn ở trên.
Charles Darwin, trong The Voyage of the Beagle, đã viết: 
Chúng tôi ở đây đã có thể mua một số bánh quy. Bây giờ tôi đã vài ngày không nếm bất kỳ thứ gì ngoài thịt: Tôi hoàn toàn không phải là không thích thú chế độ mới này; nhưng tôi cảm thấy như thể nó chỉ thích hợp với tôi với bài tập thể lực khó này. Tôi đã nghe nói rằng các bệnh nhân ở Anh, khi muốn tự giới hạn chế độ ăn thịt động vật, ngay cả với hy vọng sống trước mắt, hầu như không thể chịu đựng được. Tuy nhiên, gaucho ở pampas, trong nhiều tháng hầu như không chạm vào gì ngoài thịt bò. Nhưng họ ăn, như tôi quan sát thấy, một tỷ lệ chất béo rất lớn, thứ ít bản chất động vật nhất; và họ đặc biệt không thích thịt khô, chẳng hạn như của agouti. Tiến sĩ Richardson, cũng nhận xét, khi con người ăn trong một thời gian dài chỉ nhờ vào thức ăn động vật nạc, ham muốn chất béo trở nên vô độ, đến mức họ có thể tiêu thụ một lượng lớn chất béo không trộn lẫn và thậm chí là đầy dầu mỡ mà không buồn nôn: điều này nảy sinh trong tôi một thực tế sinh lý tò mò. Có lẽ, từ chế độ ăn thịt của họ, các gaucho, giống như các động vật ăn thịt khác, có thể kiêng thức ăn lâu. Tôi được cho biết rằng tại Tandeel, một số binh sĩ đã tự nguyện truy đuổi một nhóm người Anh điêng trong ba ngày, mà không cần ăn uống.
Trong Into the Wild (1996), Jon Krakauer đã phỏng đoán rằng Chris McCandless có thể đã bị mắc chứng đói thỏ.